# Самсон Михайло Михайлович
Михайло Михайлович Самсон (10 жовтня 1989, Заверешиця, Городоцький район, Львівська область, УРСР — 9 травня 2015, Сєвєродонецьк, Луганська область, Україна) — солдат Збройних сил України. Учасник війни на сході України (24-а окрема механізована бригада, м. Яворів).

## Короткий життєпис
Закінчив Заверещицьку ЗОШ, Художнє професійно-технічне училище № 14 (смт Івано-Франкове). Протягом 2011—2012 років проходив військову службу у військовій частині міста Біла Церква. З 2013 року займався виробництвом меблів, мешкав у Львові.
На фронті з червня 2014-го, восени був удома в короткотерміновій відпустці, проходив лікування. Загинув під час виконання бойового завдання поблизу міста Сєвєродонецьк (Луганська область).
Похований за місцем народження, у с. Заверещиця 15 травня 2015-го.
По смерті залишилася сестра.

## Вшанування
Кінцем травня 2016-го у Заверещицькій ЗОШ відкрито меморіальну дошку Михайлу Самсону.